# Meligethes bidentatus
Meligethes bidentatus är en skalbaggsart som beskrevs av Brisout de Barneville 1863. Meligethes bidentatus ingår i släktet Meligethes, och familjen glansbaggar. Arten har ej påträffats i Sverige.